# Ribalta
La ribalta è il bordo del proscenio, la parte più protesa verso la platea; delimita il palcoscenico stesso, prima del golfo mistico.
Aveva in passato lo scopo di nascondere al proprio interno le luci, una serie di faretti alloggiati in celle rifrangenti ricavate all'interno di una sede di lamiera. Erano dotati di schermi colorati, bianco, giallo, rosso e blu (gelatine).
Occorrevano per illuminare la scena, ma, essendo luci frontali, erano usate con moderazione perché rendevano evidenti le ombre.
Lo stesso nome, ribalta, indicava l'asse che, ruotando su degli appositi perni, consentiva di modulare l'uso delle luci, che potevano risultare dirette o indirette. Divisa in due settori, sinistra e destra, separati dalla buca del suggeritore e dalla visibile cappottina che la copriva detta gobbo, seguiva l'andamento del proscenio, alle volte in curva e alle volte parallela.
Soprattutto nel teatro di varietà e nell'avanspettacolo le luci della ribalta erano caratterizzate da protezioni a conchiglia bene in vista, che avevano lo scopo di schermare la luce dalla parte del pubblico e di dirottare il fascio luminoso verso la scena.
Con i progressi dell'illuminotecnica poi, le luci della ribalta sono state soppiantate dai più versatili e comodi riflettori montati su americane, che propongono un'illuminazione non più dal basso ma dall'alto o all'altezza della scena stessa, con una maggiore manovrabilità e flessibilità.
Molti teatri hanno mantenuto, soprattutto negli Stati Uniti d'America o in alcune capitali europee, la peculiarità delle luci della ribalta, il cui nome evoca tuttora sogni di fama e successo. Da qui il titolo del celebre film di Charlie Chaplin Luci della ribalta. Spesso sono presenti sui palcoscenici che ospitano musical o teatro comico con un vago sapore d'antico.
L'espressione "venire alla ribalta" si riferisce agli attori che, nell'atto di ringraziare il pubblico, si portano in avanti a ridosso di essa.

## Fonti
- Lo Spettacolo - Enciclopedia di cinema, teatro, balletto, circo, TV, rivista, Aldo Garzanti Editore, Milano, 1ª edizione, 1976
- Bruno Mello, Trattato di Scenotecnica, Novara, Görlich - Istituto Geografico De Agostini, 1979.